# Бернский союз
Бернский союз — официальное название Международного союза страховщиков кредитов и инвестиций (англ. International Union of Credit and Investment Insurers IUCII). Представляет собой неофициальное объединение страховых компаний, организаций, занимающихся страхованием экспортных кредитов и инвестиций.

## История
Международный союз страховщиков кредитов и инвестиций был создан в 1934 году в Берне, Швейцария, под названием «Международный союз страховщиков для урегулирования кредитов». В 1957 году устав организации претерпел изменения и она получила название «Международный союз страховщиков кредитов».
С начала 1980-х годов носит современное название «Международный союз страховщиков кредитов и инвестиций».
Союз зарегистрирован в Берне, секретариат находится в Лондоне.

## Деятельность союза

### Цели и задачи
Целью деятельности союза является выработка условий кредитования международной торговли и согласованные действия по страхованию экспортных кредитов, обмен опытом и информацией по страхованию экспортных кредитов.

### Организация деятельности
Членами союза согласно его уставу могут быть только такие страховые организации, которые непосредственно занимаются страхованием экспортных кредитов. В настоящее время в союз входят около 50 организаций из разных стран.
Высшим органом управления союза является общее собрание, которое принимает новых членов союза, устанавливает размер членских взносов, утверждает бюджет и отчёт об исполнении бюджета.
Согласно уставу ни один член союза не отвечает по обязательствам союза и не несёт персональную ответственность за действия, совершаемые от имени союза.